# Majordom del Regne d'Aragó
Dins l'ordenació politicoadministrativa de la corona d'Aragó el majordom era el primer funcionari de la cort tot retenint el control sobre gran part dels serveis de la casa reial. En llurs atribucions s'hi comptaven l'exercici del govern i l'administració de justícia. L'origen del càrrec se situa vers el 1164 al Regne d'Aragó, sent el senescal de Barcelona el seu equivalent al Comtat de Barcelona.
El majordom era el director de la casa reial, sota les seves ordres hi havia funcionaris i també familiars sense càrrec a la cort.
Les Ordinacions de Pere el Cerimoniós (1344) regularen i donaren una nova organització al càrrec. Es crearen tres nobles majordoms, un del regne d'Aragó, un del Principat i un dels regnes de València i de Mallorca. Aquests tenien del dret d'exercir el càrrec a la casa reial quan aquesta residís en el territori corresponent.
Dins les atribucions del majordom requeria especial cura la vigilància de la taula reial així com de la cuina, la botelleria (celler) i la panisseria, les cavallerisses, dels equipatges i del referent a la caça. També correspon al majordom el repartiment de les racions de menjar als servidors de la cort. Així mateix també podia exigir comptes de les despeses fetes per a les necessitats de la casa reial, si bé que la presentació del comptes corresponia a l'escrivà de ració. Aquest és un tret distintiu d'aquest càrrec en comparació amb altres corts reials: l'administració econòmica i del patrimoni reial no anava a càrrec del majordom, aquesta era competència del Mestre racional.
Els funcionaris supeditats al majordom foren: Els copers, botellers, panissers, escuders que tallen davant del rei, sobrecocs i cuiners, comprador, cavallerissos, manescal, sobreatzemblers, falconers, joglars i altres. Sobre aquests el majordom podia imposar mesures disciplinàries.

## Segle XII i XIII
Al llarg del segle xiii, en les funcions d'administració de justícia, el Majordom del Regne d'Aragó fou progressivament desplaçat pel Justícia d'Aragó, probablement perquè els majordoms s'ocuparen més sobre temes d'índole política; així, a les Corts d'Ejea de los Caballeros del 1265, a l'hora d'escollir un jutge mitjancer entre el rei la noblesa, es preferí al Justícia d'Aragó.

## Segle XIV
Al llarg del segle xiv el Majordom del Regne d'Aragó havia quedat reduït a les funcions domèstiques de la Casa d'Aragó, sent considerat un dels 4 grans oficials de la Casa del Rei conjuntament amb el camarlenc, el canceller i el mestre racional. Així, fins al 1344 tan sols existí un Majordom del Regne d'Aragó escollit d'entre l'aristocràcia militar aragonesa. Les Ordinacions de Casa i Cort decretades el 1344 pel rei Pere IV d'Aragó "el Cerimoniós" homogeneïtzaren l'estructura de la Casa d'Aragó, de manera que el càrrec de Gran senescal de Catalunya quedà reservat a les funcions estrictament militars, per ser substituït el 1358 pel càrrec de conestable.
Les Ordinacions de Casa i Cort instituïren tres majordoms nobles: un provinent de l'aristocràcia militar del regne d'Aragó, un del Principat de Catalunya i un d'entre els Regne de València i Mallorques. Per dessota de llur autoritat hi havia dos Majordoms cavallers, que eren els que en la pràctica exercien l'ofici; tots els oficials de la Casa d'Aragó, des del camarlenc en avall, els estaven subordinats.
Les funcions d'aquests tres Majordoms abastaven temes com el de cuidar de la taula del rei, estant sota la seva responsabilitat els copers, botellers, forners, trinxants, sobrecuines, compradors, falconers, etc. Respecte de les seves atribucions, es diferenciaven d'altres corts reials en el fet que l'administració del patrimoni reial no estava sota la seva supervisió, sinó que estava reserva al mestre racional.